# Ganvie
Ganvie är ett sjösamhälle i Benin som ligger vid Nokouésjön, nära Cotonou. Med sina 20 000 invånare är den troligen den största sjöbyn i Afrika och är som sådan ett populärt besöksmål för turister.
Byn grundades någon gång under 1500- eller 1600-talet av Tofinufolket, förlagd ute på sjön då Dan-Homeys religion förbjöd Fonfolkets krigare att ge sig ut på vatten, därför var lagunen ett tryggt område för andra stammar. Ursprungligen levde man på jordbruk, idag är byns huvudindustri, vid sidan om turismen, fiske och fiskodling.

## Historia
Sjöstadens ursprung går tillbaka till 1600-talet då Portugal hade anlagt fortet Ouidah som blev centrum för slavhandeln. Portugiserna anlitade Fon-folket i kungariket Dahomey för att leverera slavar till kusten. Men Dahomeys religion förbjöd attacker på stammar som bodde på vatten. Därför byggde Tofin-folket sitt samhälle i sjön Nokouésjön.

## Levnadsvillkor
Husen är byggda på bambupålar och materialet är vass. Endast skolan är bygd på fast mark, en konstgjord ö där all jord transporterades ut på små båtar. Man planerar ytterligare en konstgjord ö som ska bli begravningsplats. Ganvie ligger mitt i sjön och det är flera kilometer till närmaste strand.

### Vatten
Sjöns vatten är odrickbart eftersom sjön står i förbindelse med havet. Dricksvattenförsörjning säkerställs genom två fontäner, som har designats av landsbygdens vatteningenjörer. Avloppsvatten från lokalbefolkning och husdjur går direkt ut i sjön. Sjön är grund (cirka 2 meter) och solljuset starkt med ultravioletta strålar och därför bryts allt avfall snabbt ner. 
Under regnperioden kan det bli översvämningar och stormar kan bra ner flera hus.

### El
Inte alla hushåll har el. Några har skaffat dieselgeneratorer, men de bullrar och skapar luftföroreningar. På senare tid har många installerat solceller.

### Fiske

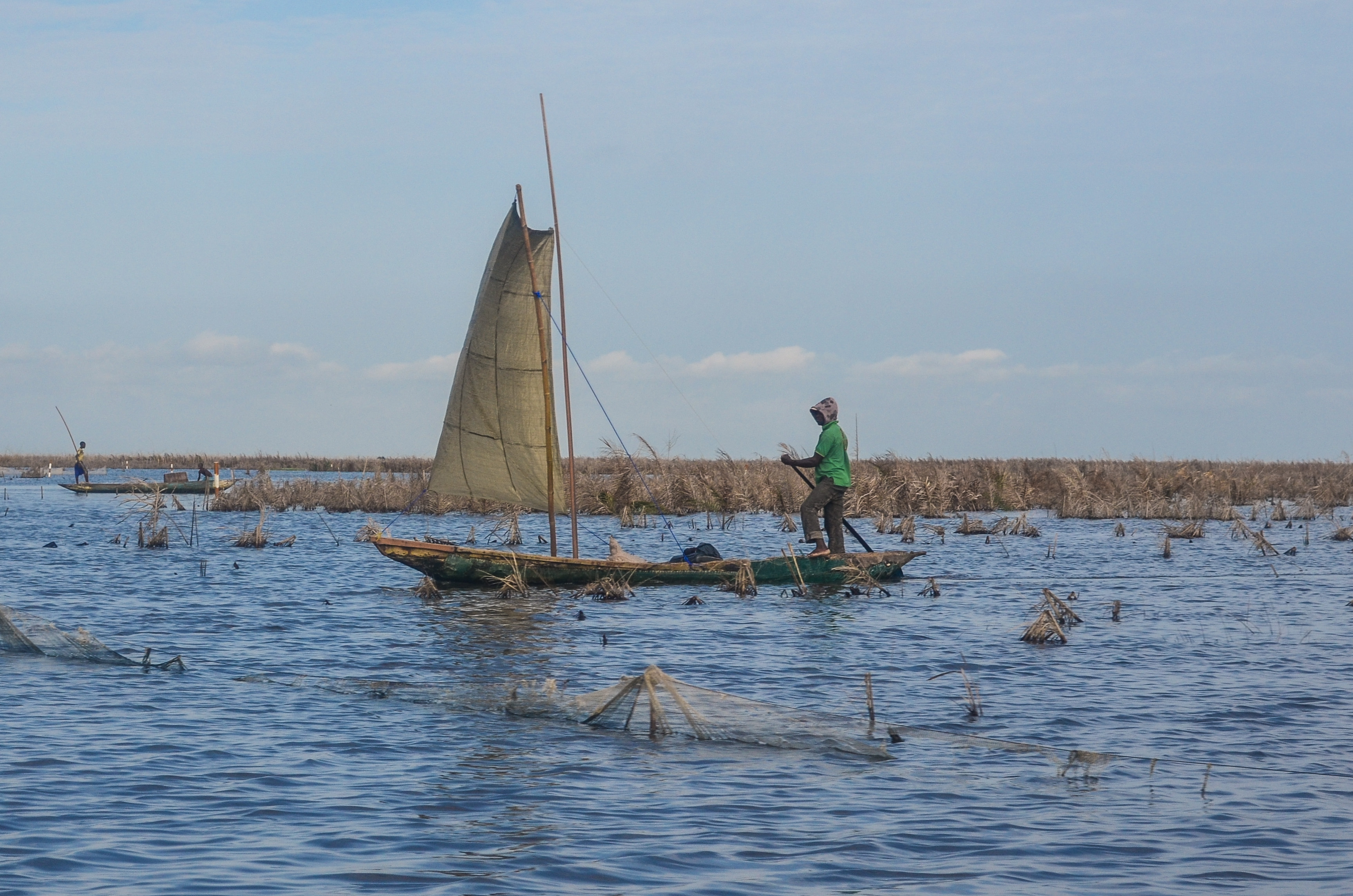
Damm för akvakultur

Invånarna lever i stort sett på fisk och skaldjur som odlas i privata och kooperativa fiskodlingar. Ganvie producerar mer fisk än vad som konsumeras. Överskottet säljs på marknader vid sjöns stränder.

## Hållbart samhälle
Invånarna har i flera generationer anpassat sig till att leva på sjön och vill ogärna flytta till fast mark. På senare tid har deras standard ökat, de har el och vatten och lever på fiske och en viss turism. Ett problem är att varor som inhandlas skapar större avfallsmängder. Särskilt plast orsakar problem eftersom allt går kastas i sjön där det mesta snabbt bryts ner. Men avfallet är en fråga som måste få en lösning.

## Ett framtida världsarv?
Byn sattes upp på Benins tentativa världsarvslista den 31 oktober 1995.